# اچار، اروگوئه
اچار، اروگوئه (به لاتین: Achar, Uruguay) در اروگوئه است که در tacuarembó department واقع شده‌است.

## خصوصیات
اچار ۶۸۷ نفر جمعیت دارد.